# 2018年アメリカ合衆国上院議会議員選挙 (ペンシルベニア州)
ペンシルベニア州に於ける2018年アメリカ合衆国上院議会議員選挙（2018ねんアメリカがっしゅうこくじょういんぎかいぎいんせんきょ）は、ペンシルベニア州代表のアメリカ合衆国上院議員(senator)を選出する選挙である。本選挙は2018年11月6日に行われる予定で、同日に、アメリカ合衆国上院議会議員選挙 、アメリカ合衆国下院議会議員選挙 、ならびに各地方選挙が行われる。
民主党所属の現職、ボブ・ケーシー・ジュニアは3期目を目指し立候補を表明している。 また、これまでに、共和党から6人、リバタリアン党から1人が立候補を表明している。

## 民主党（予備選挙）

### 候補者

#### 立候補表明者
- ボブ・ケーシー・ジュニア, 現職上院議員[2]
- レイ・ユリック [3]
- テレサ・ライト[4]

## 共和党（予備選挙）

### 候補者

#### 立候補表明者
- ポール・アディス,ビジネスマン[5][6]
- シンシア・E・エアーズ,サイバーセキュリティコンサルタント、旧 国家保安庁 職員[7]
- ルー・バラレッタ,アメリカ合衆国下院議員[8]
- ジム・クリスティアーナ,州下院議員[9]
- ポール・デロング,2004年上院選挙候補者[10]
- ボビー・ローレンス,中小企業経営者[11]

### 予測
| 調査機関            | 調査日             | サンプル サイズ | 誤差範囲 | ルー ・バラレッタ | その他  | 未定 |
| ------------------- | ------------------ | --------------- | -------- | ----------------- | ------- | ---- |
| Bellwether Research | 2017年9月20日-24日 | 600             | ±4.0%    | 22%               | 10%未満 | 60%  |

## リバタリアン党(予備選挙)

### 候補者

#### 立候補表明者
- デール・カンズ,電気業[13]

## 本選挙

### 予測
| 調査機関                    | 評価     | 調査日        |
| --------------------------- | -------- | ------------- |
| The Cook Political Report   | Likely D | 2018年2月1日  |
| Rothenberg Political Report | Lean D   | 2018年2月2日  |
| Sabato's Crystal Ball       | Likely D | 2018年2月16日 |